# Região Geográfica Intermediária de São José dos Campos
A Região Geográfica Intermediária de São José dos Campos é uma das onze regiões intermediárias do estado brasileiro de São Paulo e uma das 134 regiões intermediárias do Brasil, criadas pelo IBGE em 2017. É composta por 39 municípios, distribuídos em cinco regiões geográficas imediatas.
Sua população total estimada pelo IBGE para 1º de julho de 2019 era de 2 552 610 habitantes, distribuídos em uma área total de 16 177,89 km².
A cidade-sede São José dos Campos, 5.ª mais populosa do estado, tem uma população estimada de 721 944 habitantes, representando 28,3% da população total da região.

## Regiões geográficas imediatas
Fonte: IBGE – Cidades
| Região geográfica imediata          | Municípios | População Estimativa 2019 | Área (km²) |
| ----------------------------------- | --- | ------------------------- | ---------- |
| São José dos Campos                 | Caçapava Igaratá Jacareí Jambeiro Monteiro Lobato Paraibuna Santa Branca São José dos Campos                                                                         | 1 103 668                 | 4 193,58   |
| Taubaté-Pindamonhangaba             | Campos do Jordão Lagoinha Natividade da Serra Pindamonhangaba Santo Antônio do Pinhal São Bento do Sapucaí São Luiz do Paraitinga Redenção da Serra Taubaté Tremembé | 626 309                   | 4 237,78   |
| Caraguatatuba-Ubatuba-São Sebastião | Caraguatatuba Ilhabela São Sebastião Ubatuba | 336 281                   | 1 941,84   |
| Guaratinguetá                       | Aparecida Canas Cunha Guaratinguetá Lorena Piquete Potim Roseira | 322 358                   | 3 099,50   |
| Cruzeiro                            | Arapeí Areias Bananal Cachoeira Paulista Cruzeiro Lavrinhas Queluz São José do Barreiro Silveiras                                                                    | 163 994                   | 3 074,18   |
| Total                               | 39 | 2 552 610                 | 16 177,89  |